# Staffa
Staffa is een eiland aan de westkust van Schotland. Het behoort tot de Binnen-Hebriden en valt onder het beheer van de National Trust for Scotland.
De naam Staffa komt van het Noors voor staf, kolom of pilaar. Het eiland Staffa is bekend om zijn basaltgrotten. Het eiland is slechts 200 bij 600 meter groot (12 hectare), en is sinds het begin van de 19e eeuw onbewoond. Er is een waterbron, en er groeit voldoende vegetatie om wat vee te laten grazen.
In de zomer kunnen toeristen met een boot langs Staffa varen. Het kan gevaarlijk zijn om binnen in de grotten te gaan, omdat er regelmatig stukken steen van het basalt afbreken en naar beneden vallen.

## Fingal's Cave
De grootste grot is Fingal's Cave. Deze grot kreeg haar naam in 1772 door Sir Joseph Banks, die Staffa aandeed tijdens zijn expeditie naar IJsland. Hij noemde deze naar de hoofdpersoon uit een aantal epische gedichten van de Schotse dichter James Macpherson. Daarvoor was de grot al bekend als Uamh-Binn, wat in het Schots-Gaelisch melodieëngrot betekent. De grot ligt aan de zuidkant van het eiland, en is 75 meter lang, 14 meter breed, 22 meter hoog en heeft bij eb een diepte (onder water) van 24 meter.

## In de kunst
Na een bezoek aan Staffa in 1829 componeerde Felix Mendelssohn Bartholdy een concertouverture die onder verschillende titels verscheen : Fingals Höhle of Die einsame Insel. Het werk geïnspireerd op dit bezoek bleef bekend onder de naam Die Hebriden.
Het boek De wonderstraal van de Franse schrijver Jules Verne speelt zich op Staffa af.

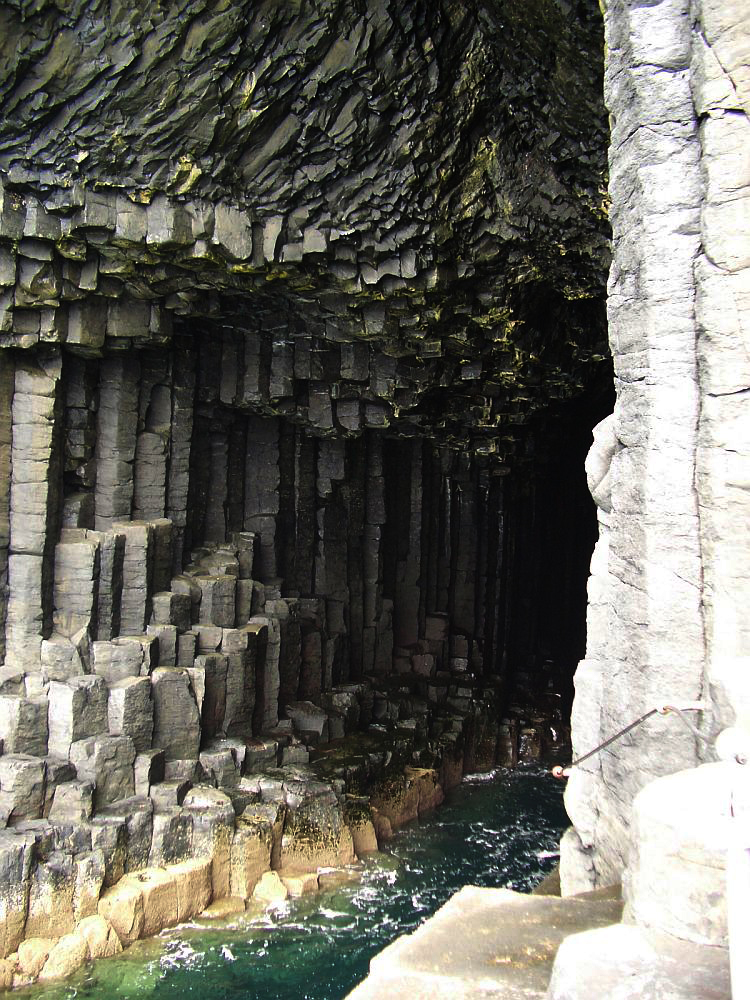
Ingang van grot
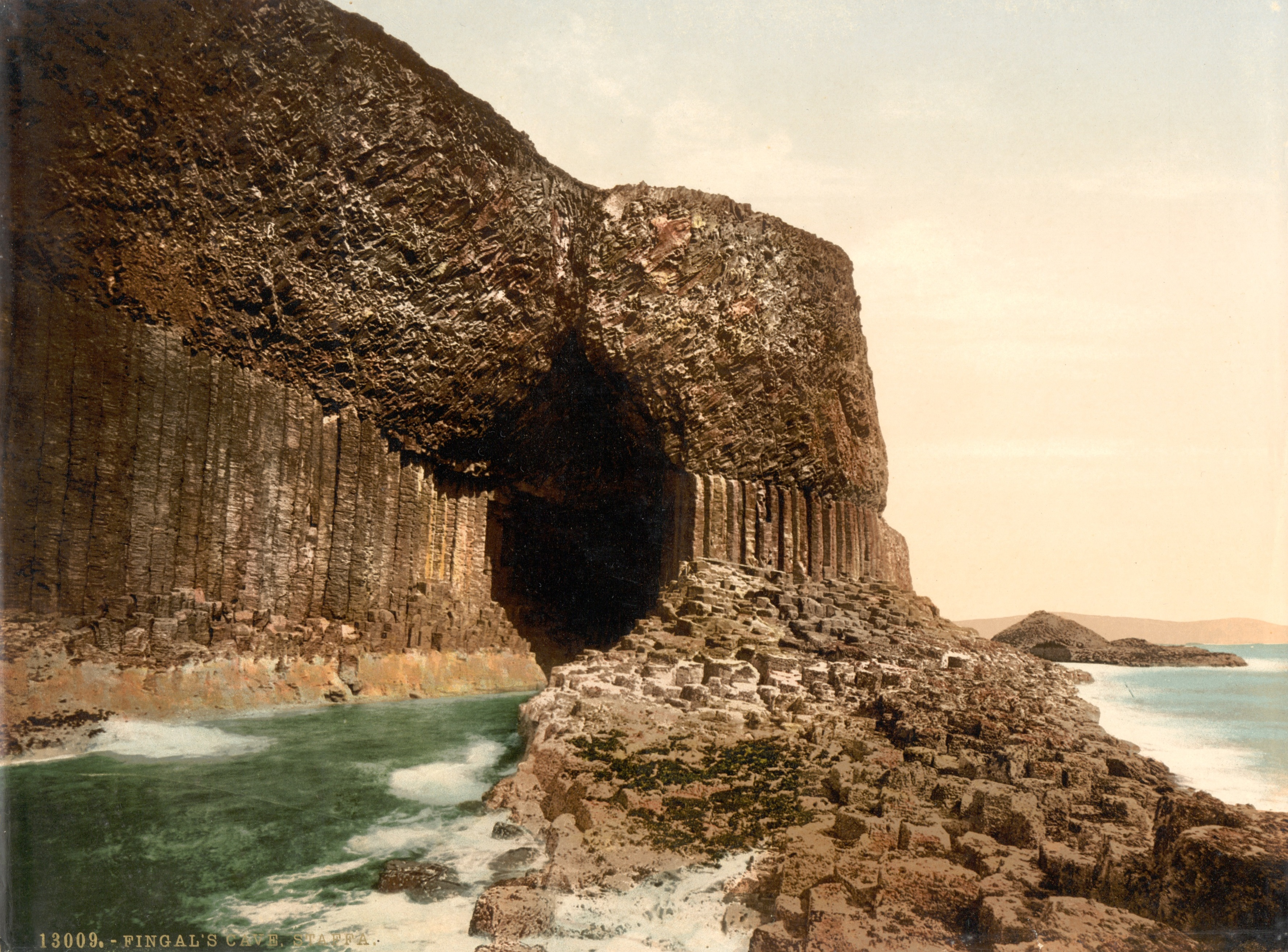
Fingal's Cave, 1900
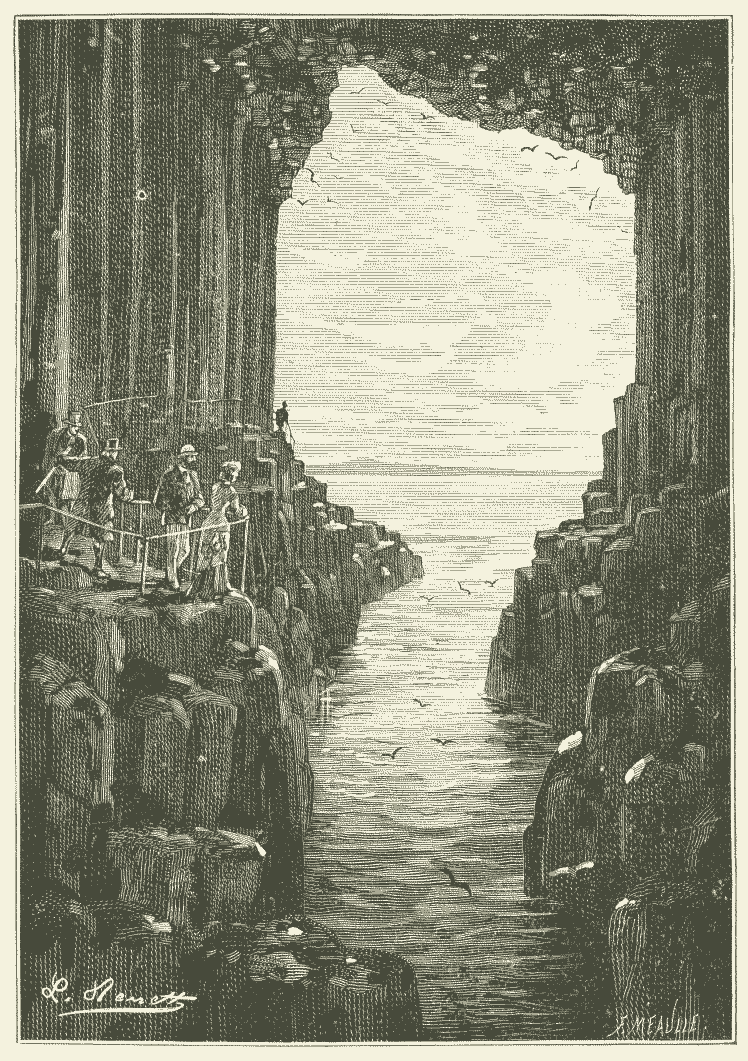
Binnen in de grot. Illustratie bij boek De wonderstraal van Jules Verne.
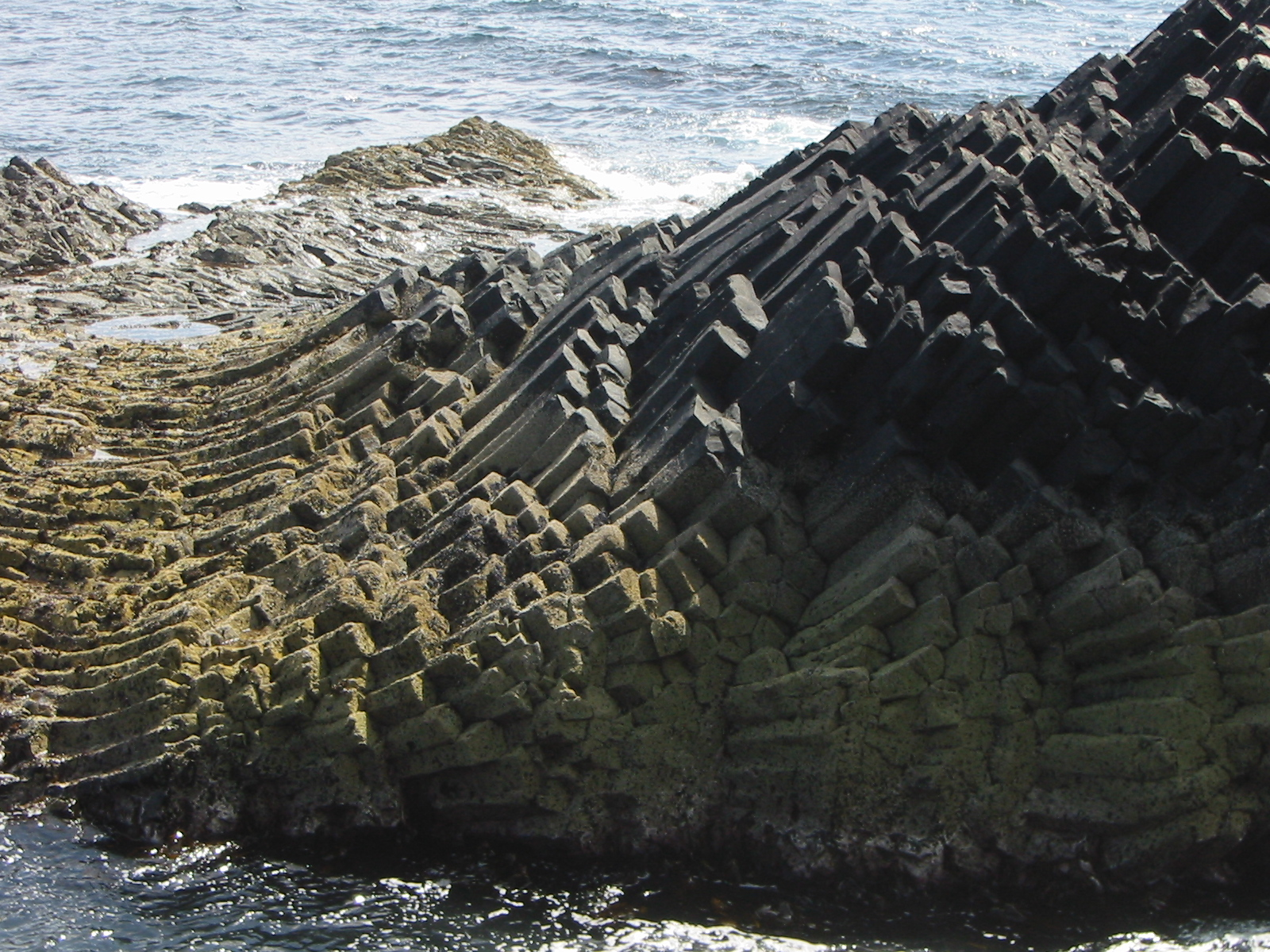
Basaltkolommen
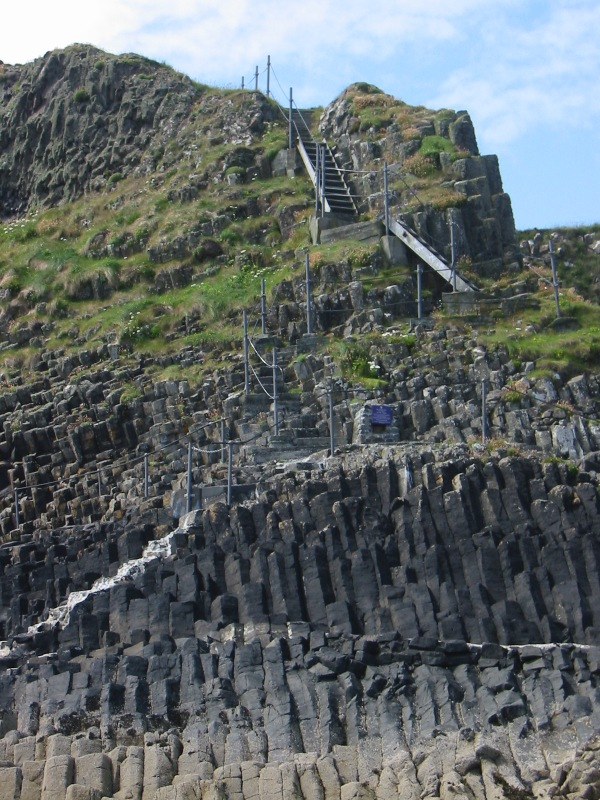
Trappen in het landschap